# 宇茂佐
宇茂佐（うむさ）は沖縄県名護市の地名である。郵便番号905-0006。

## 地理
宇茂佐は名護市の地名である。宮里・為又・屋部・中山と隣接する。

## 歴史
戦前は名護町、戦後から1970年の合併までは屋部村で村内（屋部地域）でもっとも南にある集落だった。
本土復帰直後の1970年代前半まではほとんど名護湾沿いにしか集落がなく大半は山林か畑だったが、1975年の沖縄国際海洋博覧会を機に山道だった現在の沖縄県道84号名護本部線（当時は県道116号）が会場のある本部町へのアクセス道路として新たに整備することになったことで内陸部の開発も始まり、その後は県道沿いを中心に大きく発展していった。小高い丘の斜面にそって団地や住宅が次々と建ち、病院や老人ホームも建つようになった。1983年に国道58号名護バイパスが部分開通すると、隣の宮里に接する沿岸地域の未開発地帯にも住宅が建つようになった。
そして1994年に沖縄本島北部では初の大学となる名桜大学が開学すると、内陸部を中心に学生向けアパートが次々と建つようになった。さらに2002年に国道449号名護バイパスが開通すると、最後まで残っていた未開発地帯も次々と整備されるようになった。現在は名護市街地の一部としての住宅地と学生街としてさらに大きく変貌しようとしている。
2011年には国道449号名護バイパス沿いの区画整理事業により、その辺いったいが宇茂佐の森となった。

## 交通

### 道路
- 国道58号
- 国道449号
- 沖縄県道84号名護本部線

### 路線バス
本項において、特記なき場合いずれも琉球バス交通・沖縄バスの共同運行である。
国道449号と県道84号にそれぞれバスが乗り入れている。当地域内には北農前、第一宇茂佐、第二宇茂佐、第三宇茂佐、為又、ワタンジャ原の６ヶ所のバス停がある。
国道449号
65番と66番の本部半島線が運行されており65番は本部方面に、66番は名護市街方面にそれぞれ向かう。当地域内に停車するバス停は４ヶ所で北農前、第一宇茂佐、第二宇茂佐、第三宇茂佐の順（65番。66番はその逆）。
県道84号
70番の備瀬線と76番の瀬底線が運行されており、地内には為又とワタンジャ原の２ヶ所のバス停に停車する。

## 施設
- 北部地区医師会病院
- 沖縄県立北部農林高等学校
- 沖縄県立名護特別支援学校
- 沖縄県立桜野特別支援学校[1]
- 北部観光バス本社
- 名桜ボウル